# Gomphonema
Gomphonema ist eine Gattung der Kieselalgen (Bacillariophyta) mit etwa 100 Arten im Süßwasser.

## Merkmale
Die Vertreter sind einzellige Kieselalgen, die vorwiegend an einfachen oder verzweigten Gallertstielen festsitzen. Die Zellen haben die für Kieselalgen typische Schale aus zwei Theken. Die Schale ist in Seitenansicht keilförmig, in Schalenansicht besteht sie aus zwei unterschiedlichen Zellpolen: der schmale Fußpol befindet sich am Gallertstiel, der breitere ist der Kopfpol. Jede Zelle enthält einen großen, H-förmigen Plastiden mit zentralem Pyrenoid. Der Plastid ist durch Fucoxanthin goldbraun gefärbt, seine Lappen liegen unter den Schalen. Beide Schalen besitzen eine deutliche, mittig liegende Raphe. Die Zellen sind 8 bis 130 Mikrometer lang.
Die ungeschlechtliche Fortpflanzung erfolgt durch die typische Zweiteilung der Kieselalgen. Geschlechtliche Fortpflanzung erfolgt durch Anisogamie, wobei pro Zelle zwei Gameten gebildet werden. Im Anschluss erfolgt während der Auxosporenbildung die Zellvergrößerung. 

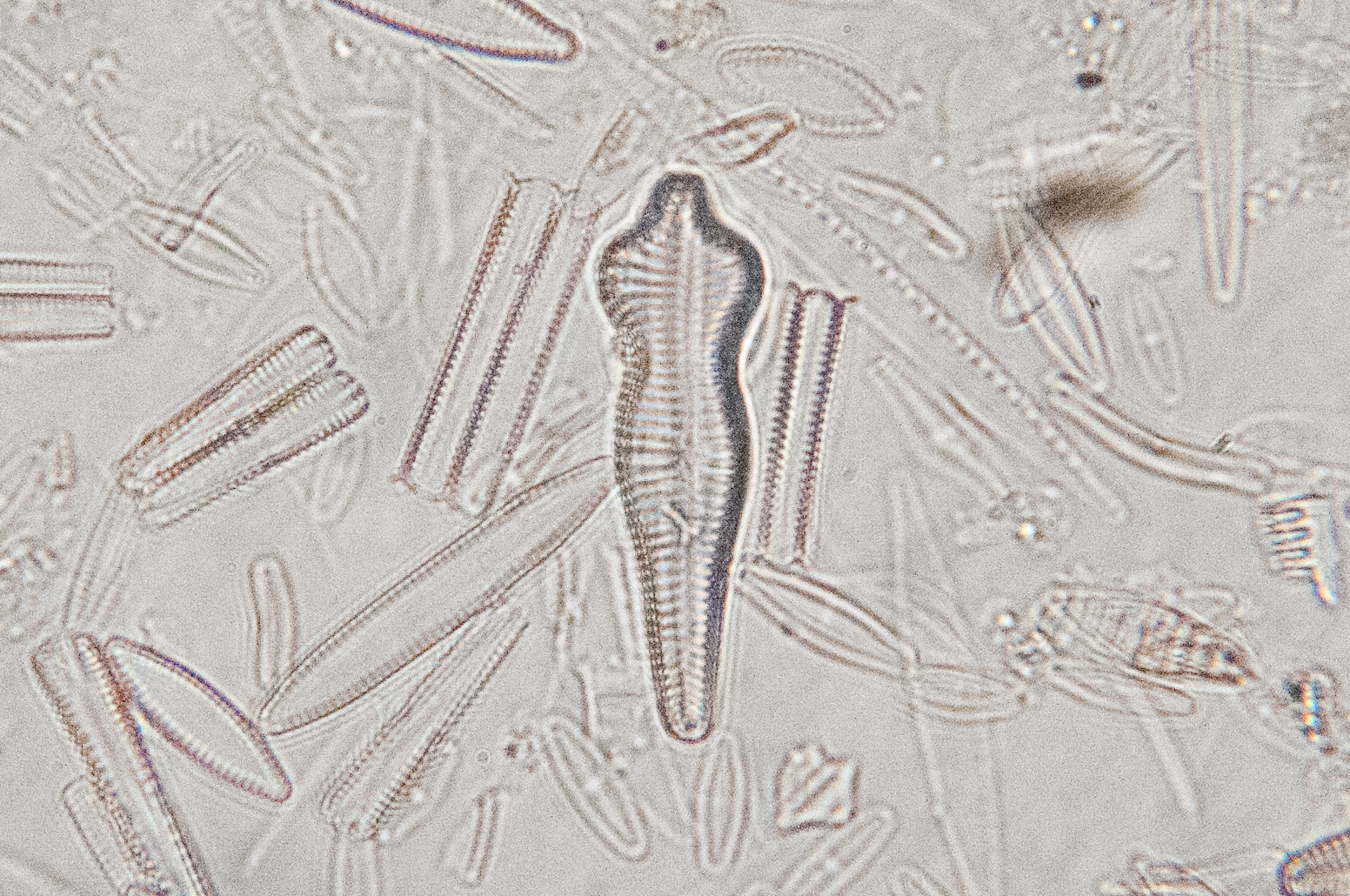
Gomphonema acuminatum

## Vorkommen
Gomphonema lebt vorwiegend am Substrat angeheftet. Sie kommen in stehenden oder nur schwach fließenden Gewässern, unabhängig vom Nährstoffgehalt, vor.

## Belege
- Karl-Heinz Linne von Berg, Michael Melkonian u. a.: Der Kosmos-Algenführer. Die wichtigsten Süßwasseralgen im Mikroskop. Kosmos, Stuttgart 2004, ISBN 3-440-09719-6, S. 218.